# Marguerite Debrie
Marguerite Suzanne Debrie (* 9. Juni 1879 in Paris; † 1968 in Bourron-Marlotte (?)) war eine französische Pianistin und Komponistin.

## Leben
Sie war die Tochter des Bildhauers Gustave-Joseph Debrie (1842 – um 1932) und Zoe Adelphine Duval (1854 – ?), die am 25. Juli 1876 in Paris heirateten.
Von 1890 bis 1900 studierte sie bei Raoul Pugno und Auguste Chapuis am Conservatoire de Paris. Während ihres Studiums wurde sie 1891 mit einer 2. und 1892 mit einer 1. Medaille in Solfège, 1894 mit der 2. und 1896 mit einer 1. Medaille in Klaviervorbereitung, 1897 mit einer 2. und 1898 mit einer 1. Belobigung für Klavier, 1898 mit einem 2. Preis in Harmonielehre, und schließlich 1900 mit dem Ersten Preis in Klavier ausgezeichnet. 1901 malte Achille Cesbron ein Porträt von ihr. Am 4. Mai 1910 wurden in der Salle Gaveau beim zweiten Konzert der Société musicale indépendante, bei dem auch Wanda Landowska auftrat, vier Lieder von ihr aufgeführt. 1911 erhielt sie als Musikprofessorin in Paris die Auszeichnung Officier des Ordre des Palmes Académiques. Am 5. Juni 1920 gab sie ein Konzert am Boulevard Montparnasse 126 mit der Sopranistin Speranza Calo-Seailles (1885–1949) und der Geigerin Yvonne Astruc. Am 15. November 1924 spielte sie in der Salle Pleyel. 1928 war sie Agentin für die Deutsche Gesellschaft für Schrifttanz. 1933 subskribierte sie für die Errichtung eines Denkmals für Jean Cras in Brest. In ihrer zweiten Lebenshälfte lebte sie in Bourron-Marlotte, wo sie viele Jahre lang Klavier unterrichtete und gemeinsam mit der Geigerin Marie-Ange Henry-Brouchot lokale Konzerte veranstaltete.
Sie komponierte diverse Kunstlieder für Sologesang und Klavier sowie mehrere kleinere Klavierwerke für den Gebrauch im Klavierunterricht.

## Werke
Kompositionen:
- Grands soirs sont venus. Le Monde Musical, Paris 1904.
- Soleil malade. Le Monde Musical, Paris.
- Soleils couchants. Gesang und Klavier. 1906, Text: Paul Verlaine.
- Les heures claires. Gesang und Klavier.
  - Le ciel en nuit s’est deplie.
  - Automne.

UA: Jane Bernardel (Gesang). Salle de la Schola Cantorum, Paris 17. März 1906.
- Trois chansons de Maeterlinck. Gesang und Klavier.
Hélène Cesbron, Henriette Debrie (Schwester), Salle Pleyel, Paris 11. Januar 1908.[8]
Rose Feart, Marguerite Debrie. Salle Gaveau, Paris 4. Mai 1910.
- Douze petites pièces pour piano. Premier Recueil. 1912.
- Douze petites pieces. 2e recueil. Piano. Editions Salabert, Paris 1912.

Musikpädagogische Schriften:
- Petits Cahiers d’ exemples théoriques par Marguerite Debrie. 1er Cahier: Les figures de notes. M. Sénart, Paris 1917; OCLC 842155438.